# Sybra helleri
Sybra helleri là một loài bọ cánh cứng trong họ Cerambycidae.